# Nicholas Schenck
Nicholas M. Schenck (Rybinsk, 14 de novembro de 1880 – Flórida, 4 de março de 1969) foi um empresário e produtor cinematográfico estadunidense. Ele ajudou a fundar a Metro-Goldwyn-Mayer em Hollywood e por 28 anos serviu como presidente do estúdio.

## Carreira
Graças à sua rigorosa administração, a MGM tornou-se bem-sucedida, e foi o único estúdio de cinema que continuava pagando dividendos durante a Grande Depressão. Sob a liderança de Schenck, o estúdio produziu uma grande quantidade de filmes, o que permitiu que ele retivesse uma ampla gama de talentos: Lon Chaney, Joan Crawford, Greta Garbo, Jean Harlow, Wallace Beery, Clark Gable, Mickey Rooney, Spencer Tracy, Katharine Hepburn, Judy Garland, Robert Taylor, Jeanette MacDonald, Nelson Eddy e muitos outros. O seu hábil senso comercial fez dele um homem rico. Em 1927, ele e Joseph Schenck possuíam uma fortuna avaliada em US$ 20 milhões. Segundo algumas estimativas, Nicholas Schenck foi o oitavo indivíduo mais rico dos Estados Unidos na década de 1930.